# El Martiri de Sant Maurici
El Martiri de Sant Maurici i els seus companys és una obra cabdal d'El Greco, realitzada entre els anys 1580-82. Va ésser encarregat per Felip II de Castella per al Monestir d'El Escorial, on sempre ha romàs. Està catalogada per Harold Wethey amb el número 265 en el seu catàleg raonat d'obres d'aquest pintor.

## Temàtica de l'obra
Segons la Llegenda àuria, Flos Sanctorum, i altres textos sense validesa històrica, Maurici era el cap de la Legió Tebana, que estava formada per més de 6500 soldats coptes de la regió de Tebes (Egipte). Trobant-se aquesta legió a Agaunum (avui Saint-Maurice (Valais), va rebre l'ordre de rètrer cult a l'Emperador romà Maximià, en una cerimònia pagana. Maurici i els seus oficials Càndid de Tebes, Gereó de Colònia, Urso, Víctor, Exupère d'Agaune i altres, s'hi van negar, moguts per la seva fe cristiana. Com que la major part dels legionaris eren cristians, també s'hi van negar, per la qual cosa foren igualment massacrats.

## Gènesi de l'obra
Juan Fernández de Navarrete (El Mudo) va morir a Toledo el 28 de març de 1579. Havia mort sense haver pogut acabar la sèrie de 32 pintures que li havíen estat encomanades per a l'Església del Monestir d'El Escorial, Poc després, el Juny de 1579, en ocasió de les festes del Corpus Christi, Felip II va visitar Toledo, i plausiblement El Greco va aprofitar la visita del monarca per oferir-li els seus serveis.
El "Sant Maurici" estava destinat a un altar lateral de l'església, formant pendant amb el "Martiri de santa Úrsula i les onze mil verges" encarregat a Luca Cambiaso.
L'encàrrec del San Maurici apareix documentat per primera vegada a una reial cèdula, signada pel monarca a Zorita el 25 d'Abril de 1580, en la qual donava precises instruccions al Prior del Monestir de l'Escorial a fi de que proveïs el pintor amb els materials necessaris per a la realització de l'obra. D'altra banda, Fray Andrés de León s'ocuparia de que al cretenc no li manquessin els diners, de forma que El Greco va rebre varis avenços monetaris. La pintura va ser acabada abans del 2 de Setembre de 1582, però no va agradar a Felip-II, qui no va entregar l'obra al prior de L'Escorial fins al 17 d'Agost de 1584.
El preu final es va decidir en una segona tasació feta per Diego de Urbina i Rómulo Cincinato, perqué El Greco no va estar d'acord en el preu acordat en la primera tasació. Tenint en compte que el Sant Sebastià definitiu penjat a l'església de l'Escorial va ser obra de Rómulo Cincinato, és molt possible que aquest pintor i tasador influís en l'opinió de Felip II. Finalment, la quantitat total cobrada per aquesta obra va ser de 800 ducats.

## Anàlisi de l'obra
Oli sobre llenç; 445 x 294 cm.; 1580-82. Signat amb lletres cursives gregues en un paper de la part inferior dreta, posat a la boca d'una serp. La serp, tant pot representar la prudència amb la qual hauria d'actuar el cristià dins el món, com l'enveja que ja provocava la incipient fama del propi pintor.

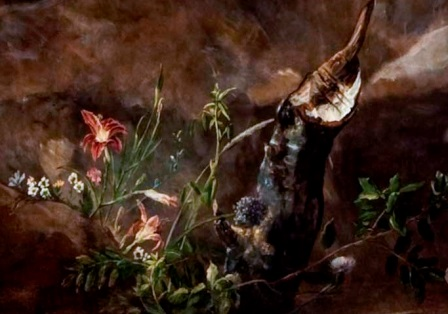
Detall d'un tronc d'arbre tallat, però que rebrota. Símbol de la massacre, però també de la futura ressurrecció dels legionaris morts.

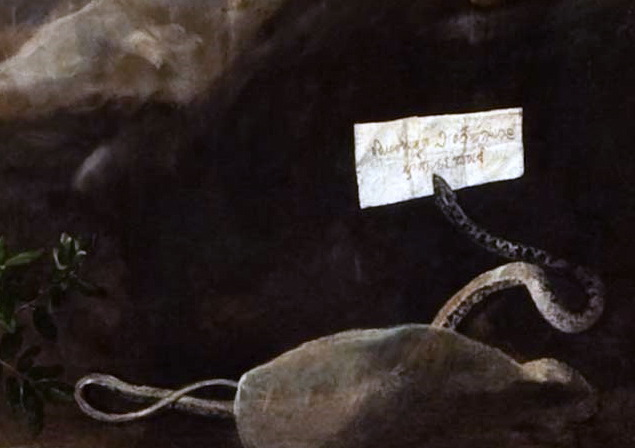
Signatura d'El Greco a "El Martiri de Sant Maurici i els seus companys"

### El paisatge
A El Greco li interessava només l'espiritualitat de la situació, Per aquest motiu va evitar gairebé totalment contextualitzar-la. Va situar l'escena en un turó rocós, que s'estén en el segon terme en un paratge indeterminat, i al fons llunyà en uns turons on hi ha representades unes minúscules casetes. El lloc està completament desproveït de vegetació, excepte el tronc d'un arbre tallat, situat davant els oficials que conversen. Aquest tronc pot simbolitzar tant la massacre dels soldats que té lloc en segon terme, com simbolitzar llur futura Resurrecció. El cel és d'un blau lluminós, amb núvols blancs, i a la part central-esquerra hi ha representat un magnífic "rompimiento de gloria" (obertura momentània de la dimensió Celestial)

### Introducció a l'obra: adaptació d'El Greco a Toledo
Segons Juan Agustín Ceán Bermúdez, amb aquesta obra El Greco entra a la seva "segona manera", que aquest autor considera la "dolenta". El cert és que en el Sant Maurici, semblen exhaurits els darrers vestigis de l'esperit italià, perquè hi ha un absolut oblit de las fórmules de composició italianes, mentre que el mestre assaja un nou i estrany sistema que posa de relleu el seu exagerat mòdul pictòric.
A partir d'aquesta obra, als trets propis del Manierisme s'uneixen a l'obra d'El Greco unes particularitats pròpies del medi geogràfic i humà de Toledo. Influenciat per la lluminositat violenta del cel sobre la terra monótona i gris de la meseta castellana, la llum de les pintures d'El Greco esdevé sovint sense contrastos, sense suaus transicions, i el color esdevé intens i cru. Els personatges també acusen una major intensitat d'expressió i de moviment, i la duresa i angulositat d'una raça nerviosa i excitada, sovint fins l'exageració.
Per a aquest canvi, coincideixen determinats factors. Per una part, la decisiva victòria de l'influx local, de l'ambient espanyol del segle xvi, i dels característics tipus castellans, traslladats de la realitat a la pintura. Per altra part, la progressiva intensificació de les qualitats innates del mestre, que potser també hauria tingut lloc a Itàlia, però que es va refermar a Castella amb singular puixança.

### Composició de l'obra
El Greco va mesclar una llegenda del cristianisme primitiu, amb personatges contemporanis seus, significant la resistència del Catolicisme davant el paganisme i/o altres enemics, tant de finals del segle iii com del segle xvi.

Maurici apareix de front, portant una cuirassa suposadament romana. A la part dreta del quadre, Sant Exuperi porta un Estendard vermell. Un altre oficial, d'espatlles a l'espectador, pot ser sant Càndid. Aquest dos oficials assenteixen a les paraules de Maurici, estenent llurs braços drets amb els palmells de les mans oberts cap amunt. Enmig d'ells hi ha un servert portant un casc. Maurici i els seus oficials van descalços i vestits com a legionaris romans, però darrera seu hi ha un personatge calçat i amb una túnica groga. Pot ser una figura merament simbólica, o bé representar Jaume el Menor, qui (segons la Llegenda àuria) havia predicat a Tebes, havent convertit prèviament la Legió Tebana al Cristianisme.

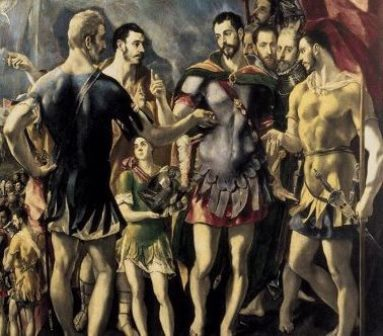
Sant Maurici, els seus oficials, i personatges contemporanis d'El Greco, en primer terme del "Martiri de Sant Maurici i els seus companys"

Els personatges del segle xvi són: el d'edat més avançada és Manuel Filibert de Savoia, comandant de les tropes españoles a la batalla de Sant Quintí, i nomenat per Gregori XIII Gran Maestre de l'Orde de Sant Maurici. A la seva dreta hi veiem Alexandre I de Parma. A l'escena del fons, on es desenvolupa el martiri, hi ha representat Joan d'Habsburg i Blomberg, fill natural de Carles V del Sacre Imperi Romanogermànic, i vencedor de la batalla batalla de Lepant. Aquests personatges vesteixen l'uniforme militar del segle xvi. Darrera seu, veiem la part superior de piques i alabardes, portades per personatges indeterminats. El jove de barba rossa que mira vers l'espectador, és tingut sovint per un autoretrat d'El Greco.
El "rompimiento de gloria" (visió momentània del Cel) està format per àngels músics, i per altres amb túniques verdoses, que porten fulles de palma i una corona triomfal, destinades als màrtirs. Cal remarcar els atrevits escorços d'alguns d'aquests àngels.

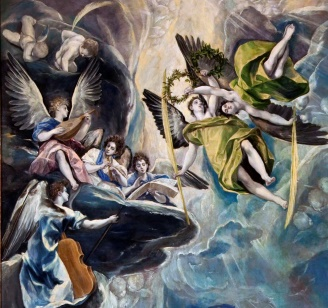
"Rompimiento de Gloria" del "Martiri de Sant Maurici i els seus companys"

Al fons, els legionaris, nus o amb túniques transparents, van en fila vers el lloc en el qual hom escull els qui han de morir. El botxí és representat d'espatlles i amb una postura que recorda les figures de Michelangelo Buonarroti, mentre Maurici consola els seus companys i acull als seus braços llurs cossos a mesura que van essent decapitats. A la dreta i a l'esquerra del botxi, hi ha representata els admirables nus en escorç de dos legionaris decapitats. També hi veiem a sant Exuperi i a personatges contemporanis d'El Greco, vestits amb l'uniforme militar del segle xvi.

### Intensificació realista i nerviosa dins aquesta obra
Varis trets del Sant Maurici que poden semblar sorprenents, eren ja presents en les obres anteriors d'El Greco, però aquí s'intensifiquen, i apareixen de manera molt més radical: 
- en aquesta obra no hi ha dues o quatre cames nues com en obres anteriors, ans hi apareix una llarga sèrie que ocupa bona part de la pintura.
- les figures allargades no són una ni dos com en pintures anteriors, sinó que són totes.
- la llum freda i crua, no es limita a aspectes parcials com abans, sinó que envaeix tota la pintura, dificultant a l'espectador poc atent l'admiració d'alguns formosos detalls colorístics.
- si bé els cossos dels personatges en primer terme són musculosos i heroics, llurs rostres són impropis de màrtirs o d'herois clàssics, ja que són realistes, ossuts i angulos, propis de personatges castellans contemporanis d'El Greco.

De fet, l'actitud del grup del primer terme, malgrat la indumentària militar i l'aspecte d'estàtues heroiques, sembla més aviat pròpia d'una Pintura de gènere, de la qual tanmateix es distingeix per l'expressiva individualitat de cada rostre, que l'apropa al Retrat pictòric. És molt interessant constatar que el cretenc assoleix representar tots els personatges del primer terme, no com si portessin una disfressa, sinó com si fossin reals, i gairebé assoleix fer-los contemporanis seus.
En el segon i darrer terme, és molt remarcable la ferma i minuciosa construcció de tot el conjunt, i la solidesa de tantes petites figures de soldats nus, modelades i estudiades com si fossin de mida gran.
Segons Manuel Bartolomé Cossío, tot això és degut a la decisiva victòria de l'espanyolisme i del naturalisme sobre l'esperit d'El Greco, fet que va provocar la recrudescència i intesificació de les seves condicions innates.

### La sang vessada
Comenta Gregorio Marañón que El Greco gairebé mai va ser morbós alhora de pintar sang, ni tan sols en les seves Crucifixions. Com a molt, el mestre pintava unes gotes simbòliques que més aviat donaven la impressió de pedres precioses. A la Crucifixió de Crist del Museu del Prado, uns àngels s'afanyen a eixugar la sang de la Creu, i un altre recull curosament la sang vessada, perquè és la penyora preciosa de la Redempció per la creu.

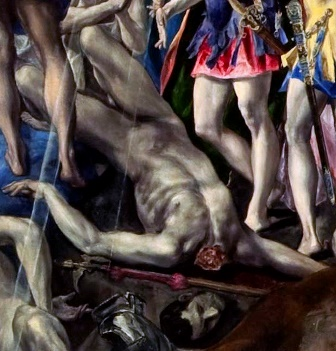
Detall del "Martiri de Sant Maurici", on veiem la decapitación d'un legionari.

En aquest Martiri de Sant Maurici i els seus companys, obligat a representar uns màrtirs, va fer-ho de la forma més incruenta possible. Així, al representar la decapitació d'un soldat de la Legió Tebana, no va pintar ni una sola gota de sang, cosa que forçosament no podía convencer Felip II, a qui li interessava un quadre que mogués a l'emoció immediata, i no pas a una profunda reflexió i a una vivència interna.

## Còpies

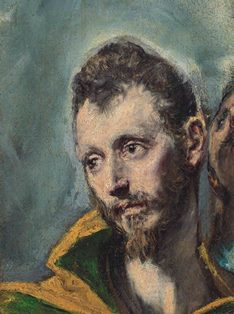
Cap de Sant Maurici, probable obra d'El Greco, inspirada en el "Martiri de Sant Maurici i els seus companys".

- Oli sobre llenç; 146 x 100 cm.; Jorge Manuel Theotocópuli ? ; Situació il·localitzable; Començament segle XVII; Catàleg de Harold Wethey número X-422.
- Oli sobre llenç; 145 x 107 cm.; Jorge Manuel Theotocópuli ?; Començament segle XVII; Museo Nacional de Arte de Rumanía; Catàleg de Harold Wethey, número X-423.
- Cap de Sant Maurici; Oli sobre llenç; 26 x 20 cm.; Còpia; Començament segle XVII; Col·lecció privada.[15][16]